# Solenopsis insinuans
Solenopsis insinuans é uma espécie de formiga do gênero Solenopsis, pertencente à subfamília Myrmicinae.